# Dej Loaf
Dej Loaf (* 8. April 1991 in Detroit; bürgerlich Deja Trimble) ist eine US-amerikanische Rapperin. Sie steht beim Major-Label Columbia Records unter Vertrag.

## Leben und Karriere
Dej Loaf wurde als Deja Trimble in Detroit (Michigan) geboren. Sie ist im östlichen Teil der Stadt aufgewachsen. Als Kind hörte sie bereits Musik von 2Pac, Rakim und Miles Davis. Zum Zeitpunkt des Todes ihres Vaters war sie erst vier Jahre alt. Loaf begann dann im Alter von neun Jahren Musik zu komponieren. Sie erlangte 2009 einen erfolgreichen Abschluss an der Southeastern High School  und studierte drei Semester Krankenpflege an der Saginaw Valley State University.
2013 veröffentlichte sie ihr erstes Mixtape Just Do It. Dadurch erlangte sie die Aufmerksamkeit des Detroiter Rappers SAYITAINTTONE. Er nahm sie bei seinen Independent-Label IBGM unter Vertrag.
Im Oktober 2014 wurde sie vom Major-Label Columbia Records unter Vertrag genommen. Nachdem sie ihren Major-Deal unterschrieben hatte, veröffentlichte sie ihr zweites Mixtape mit dem Titel Sell Sole. Sie erlangte weitere Aufmerksamkeit auf dem Lied Detroit vs. Everybody von Eminem und als Vorgruppe für Nicki Minaj bei ihrer The Pinkprint Tour in Nordamerika.

## Diskografie
EPs
- 2015: ...And See That’s the Thing (Columbia Records)

Mixtapes
- 2012: Just Do It
- 2014: See Sole
- 2014: Givin n' Takin (mit The Neighbourhood und Danny Seth)
- 2016: All Jokes Aside
- 2017: Fuck a Friend Zone (mit Jacquees)

Singles
- 2014: Try Me (US: Gold)
- 2014: We Good
- 2014: Detroit vs. Everybody (mit Eminem, Royce da 5′9″, Danny Brown, Big Sean und Trick-Trick)
- 2015: We Be on It
- 2015: Me U & Hennessy (Remix) (mit Lil Wayne)
- 2015: Back Up (mit Big Sean, US: Platin)
- 2015: Hey There (mit Future, US: Platin)
- 2015: My Beyoncé (mit Lil Durk, US: Platin)
- 2016: In Living Color (Oh Na Na)
- 2017: No Fear (US: Gold)
- 2018: At the Club (mit Jacquees, UK: Silber)

Gastbeiträge
- 2015: Tied Up (Casey Veggies feat. Dej Loaf, US: Gold)
- 2015: Be Real (Kid Ink feat. Dej Loaf, UK: Silber)